# روجر إيسون
روجر إيسون (بالإنجليزية: Roger Eason) هو لاعب كرة قدم أمريكية أمريكي، ولد في 31 يوليو 1918 في بولس فالي في الولايات المتحدة، وتوفي في 28 أبريل 1998 في هيوستن في الولايات المتحدة.

## وصلات خارجية
- روجر إيسون على موقع مرجع كرة القدم المحترفة.كوم (الإنجليزية)